# Academia de Lenguas Mayas de Guatemala
La Academia de Lenguas Mayas de Guatemala, cuyas siglas son ALMG, es una organización del estado de Guatemala que regula el uso, la escritura y la promoción de las lenguas mayas que tienen representación poblacional en Guatemala, así como promover la cultura maya guatemalteca. Creada legalmente el 18 de octubre de 1990 por el Congreso de Guatemala por el Decreto n.º 65-90, Ley de la Academia de Lenguas Mayas de Guatemala.

## Comunidades lingüísticas
Están incorporadas las siguientes comunidades lingüísticas mayas:
- achi
- acateco
- awakateka
- ch'orti'
- chuj
- itza'
- ixil
- jakalteka
- kaqchikel
- k'iche'
- mam
- mopan
- poqomam
- poqomchi'
- q'anjob'al
- q'eqchi'
- sakapulteka
- sipakapense
- tektiteka
- tz'utujil
- uspanteka
- chalchiteka

El 17 de junio de 2003 se agregó la comunidad lingüística Chalchiteka.

## Historia
Su trabajo ha sido dirigido hacia la estandarización de los diferentes sistemas alfabéticos en uso, y la promoción de la cultura maya, a través de cursos de idiomas mayenses y la formación de intérpretes maya-español. En 1945 se había propuesto su creación por medio del Acuerdo Gubernativo Número 219, año en el que se creó el Instituto Indigenista Nacional, bajo la dirección del Gobierno de la República de Guatemala. En 1950 se oficializarion cuatro alfabetos para escribir en los idiomas cakchiquel, k’iche’, k’ekchi’ y mam y en 1952 comenzaron a publicar literatura.
Su sede se encuentra en la Casa Crema, antigua residencia del ministro de Defensa. En el 2019 se eligió a María Esperanza Alicia Tuctuc Mux, la primera mujer presidenta de la Academia de Lenguas Mayas.